# Bajawa
Bajawa ist eine Stadt auf Flores, Indonesien mit ca. 44.000 Einwohnern. Sie ist Hauptstadt des Regierungsbezirks (Kabupaten) Ngada und Zentrum des gleichnamigen Volkes der Ngada. Die Stadt liegt auf 1100 Metern Höhe und ist durch bewaldete Vulkanhügel umgeben, davon im Süden der 2245 Meter hohe Gunung Inerie.
Nordöstlich von Bajawa erstreckt sich das vom Fluss Ae Sissa geformte Soa-Becken, wo man neben zahlreichen Fossilien auch Steinwerkzeuge entdeckte, die im Jahr 2010 auf 1,02 ± 0,02 Millionen Jahre datiert wurden. Diese Funde gelten als Beleg für eine sehr frühe Besiedlung der Insel und damit für eine potentiell langfristig mögliche „Inselverzwergung“ früher Gruppen von Hominini auf Flores, deren letzte Vertreter – Homo floresiensis – rund 100 Kilometer westlich von Bajawa in der Höhle Liang Bua entdeckt wurden.
Ewaldus Martinus Sedu, römisch-katholischer Bischof von Maumere, wurde 1963 in Bajawa geboren.